# Silpia Duża
Silpia Duża – wieś w Polsce położona w województwie świętokrzyskim, w powiecie włoszczowskim, w gminie Włoszczowa.
| SIMC    | Nazwa      | Rodzaj     |
| ------- | ---------- | ---------- |
| 1065705 | Studzianki | przysiółek |

W latach 1975–1998 miejscowość administracyjnie należała do województwa kieleckiego.